# Elephastomus gellarus
Elephastomus gellarus är en skalbaggsart som beskrevs av Phillip B. Carne 1965. Elephastomus gellarus ingår i släktet Elephastomus och familjen Bolboceratidae. Inga underarter finns listade i Catalogue of Life.